# 雙鴨山事件
雙鴨山事件是2016年3月，發生在中華人民共和國黑龍江双鸭山矿区的討薪事件。

## 背景
自2012年以來，因经济危机煤炭价格不断降低，环渤海动力煤报价从最高时的853元人民幣/吨跌至不足600元。許多產業如钢铁、电力等需要煤炭的行业都在萎缩，煤炭产能过剩，許多企業不斷虧損，甚至發不出薪資。

## 導火線
2016年3月6日，黑龙江省省长陆昊在两会上表示，在产能调整关闭煤矿过程中，工人得到妥善安置，“没欠井下职工一分钱”，成为激怒被欠薪工人及家属上街请愿的导火索。

## 經過
2016年3月9日起，黑龙江双鸭山市数万名矿工與其家属連續幾天發起集會、遊行、請願，要求双鸭山矿业集团支付被拖欠的六個月薪水，並請求与矿业集团、当局对话解决。被欠薪矿工及家属手持“我们要活着，我们要吃饭”“共产党还我们钱”“陆昊睁眼说瞎话”等横额，高呼“打倒贪污犯”“省长太过分”等口号。
3月12日21时许，黑龙江省政府连夜在官方网站发消息称，陆昊当天下午在北京主持召开龙煤集团脱困发展工作专题会议时强调，龙煤集团要及时报告拖欠工资真实情况，在不拖欠井下矿工工资的情况下，尽力解决地面职工工资拖欠问题。3月13日，陆昊接受媒体采访承认，“井下职工确实有欠薪，这个情况，我说错了，不管什么层级报告错了，不管任何原因，错了就要改。改完了，就要解决问题。”